# Weidenbach (Mittelfranken)
Weidenbach este o comună aflată în districtul Ansbach, landul Bavaria, Germania.